# Хадоелеби
Хадоелеби (груз. ხადოელები) — село в Грузии, на территории Тианетского муниципалитета края (мхаре) Мцхета-Мтианети.

## География
Село находится в центральной части Грузии, к югу от реки Адзези (правый приток реки Иори), на расстоянии приблизительно 17 километров (по прямой) к югу от посёлка городского типа Тианети, административного центра муниципалитета. Абсолютная высота — 1073 метра над уровнем моря.

## Население
По результатам официальной переписи населения 2014 года в Хадоелеби проживало 28 человек (15 мужчин и 13 женщин). В национальной структуре населения грузины составляли 100 %.
| Год  | Население, человек |
| ---- | ------------------ |
| 2002 | 27                 |
| 2014 | ↗ 28               |